# Kanton Écommoy
Kanton Écommoy (fr. Canton d'Écommoy) je francouzský kanton v departementu Sarthe v regionu Pays de la Loire. Tvoří ho 11 obcí.

## Obce kantonu
- Brette-les-Pins
- Écommoy
- Laigné-en-Belin
- Marigné-Laillé
- Moncé-en-Belin
- Mulsanne
- Saint-Biez-en-Belin
- Saint-Gervais-en-Belin
- Saint-Mars-d'Outillé
- Saint-Ouen-en-Belin
- Teloché